# ساتوشي شيكي
ساتوشي شيكي (士貴智志 Shiki Satoshi)هو فنّان مانغا ياباني الذي له أعمال كالسِّلسلتين البارزتين كاميكاز و الشغب. وهو أيضا فنان مانغا هينتاي، ويمكن ملاحظته هذا التأثير حتى في أعماله غير الهنتاي مثل  كاميكاز و دافني في الزرقاء الرائعة. كان يعمل على إكسبليد في مجلة شونين الشهرية سيريوس، ثم يبدأُ في عمل رواية هجوم العمالقة: قبل سقوط التي تُعتبر كبادئة القصّة الأصلية هجوم العمالقة، أيضا يتمُّ تسلسلها في شونين سيريوس الشهرية.

## أعماله
| عنوان | سنة        | مراجع       |
| --- | ---------- | ----------- |
| شغب (ライオット) | 1993–94    |             |
| Kamikaze | 1998–2003  |             |
| Riot of the World (Riot of the world公開死刑宣告 Raiotto of the world kōkai shikei senkoku، lit. "Riot of the World: Public Death Sentence") | 1998–2000  |             |
| Minminminto (みんみんミント?, Minmin Mint) (みんみんミント?, Minmin Mint)                                                                    | 2001       |             |
| Daphne in the Brilliant Blue | 2004–08    |             |
| Pen & Ink guide to penning and inking manga Book, with Yasuhiro Nightow and Oh! great                                                        | 2006       | [ 4 ]       |
| Xblade | 2007-2011  |             |
| Ai (アイ?, Eye) (アイ?, Eye) | مجلدين     |             |
| Xblade + Cross | 2011 2013- | [ 5 ]       |
| Genjū suwa (幻獣坐?, Sitting phantom beast) (幻獣坐?, Sitting phantom beast)                                                                 | 2003       |             |
| Betsu Ani! (べつあに!?, Distinction brother!) (べつあに!?, Distinction brother!)                                                             | 2001       |             |
| Persona × Detective Naoto (ペルソナ×探偵NAOTO) (ペルソナ×探偵NAOTO)                                                                          | 2012–14    | [ 6 ] [ 7 ] |
| هجوم العمالقة: قبل السقوط | 2013–الآن  | [ 8 ] [ 9 ] |

## روابط خارجية
- ساتوشي شيكي على موقع ANN person (الإنجليزية)